# Ammopiptanthus
- Commons
- Wikispecies

Ammopiptanthus S. H. Cheng é um género botânico pertencente à família Fabaceae.

## Espécies
Apresenta duas espécies:
- Ammopiptanthus mongolicus
- Ammopiptanthus nanus